# Труды по прикладной ботанике, генетике и селекции
Труды́ по прикладно́й бота́нике, гене́тике и селе́кции — российский рецензируемый научный журнал. Основан в 1908 году в Санкт-Петербурге известным ботаником Робертом Эдуардовичем Регелем. В издании на русском и английском языках публикуются обзорные статьи, результаты оригинальных экспериментальных исследований генетических ресурсов растений, протоколы и методы исследований в области ботаники, эволюции, систематики, агробиологии, генетики, физиологии, биохимии, иммунитета, молекулярной биологии, биотехнологии. Отдельные выпуски издания могут иметь определённую тематическую направленность. Журнал ориентирован на специалистов, ведущих исследования в сфере мобилизации, сохранения, всестороннего изучения и использования растительных ресурсов.

## История
27 октября 1894 года в Санкт-Петербурге основано Бюро по прикладной ботанике при Учёном комитете Министерства земледелия и государственных имуществ России, которое занималось, в том числе, и издательской деятельностью. С января 1908 года Бюро приступило к изданию своего ежемесячного научного органа «Труды Бюро по прикладной ботанике», признанного в 1912 году Съездом по селекции и семеноводству в С.-Петербурге центральным научным органом по селекции в России. Издание журнала практически не прерывалось на протяжении 110 лет. Журнал является летописью становления и развития биологической и сельскохозяйственной науки России. «Труды по прикладной ботанике, генетике и селекции», основанные Р. Э. Регелем и продолженные академиком Н. И. Вавиловым, стали уникальным печатным изданием, в котором наиболее полно сосредоточено (без цензурных поправок в последующие годы) научное наследие ВИР за период с 1908 по 1937 год. Главными редакторами, авторами и рецензентами были выдающиеся ученые в области биологических и аграрных наук, труды которых обогатили отечественную и мировую науку.

### Названия журнала
Журнал неоднократно переименовывался
- 1908—1917 — Труды Бюро по прикладной ботанике;
  - Bulletin des Bureau für angewandte Botanik (1908—1910); Bulletin für angewandte Botanik (1911—1914); Bulletin of applied Botany (1914—1917)
- 1918—1927 — Труды по прикладной ботанике и селекции;
  - Bulletin of applied botany and selection (1918); Bulletin of applied botany and plant-breeding (1922—1927)
- 1927—1931 — Труды по прикладной ботанике, генетике и селекции;
  - Bulletin of applied botany, of genetics and plant breeding (1927—1931)

После реорганизации журнала, «Труды» разделились и выходили по сериям: общая серия и 13 специальных серий. Издано 84 приложения к «Трудам» (1908—1937, 1969)
- 1932—1937 — Труды по прикладной ботанике, генетике и селекции. Сер.;
  - Bulletin of applied botany, of genetics and plant breeding. Ser. (1932—1937)

В период с 1938 по 1947 год издание «Трудов» временно приостановлено.
- 1948—1983 — Труды по прикладной ботанике, генетике и селекции;
  - Bulletin of applied botany, genetics and plant breeding (1948—1983)
- 1984—1993 — Сборник научных трудов по прикладной ботанике, генетике и селекции;
  - Bulletin of applied botany, genetics and plant breeding (1984—1993)
- 1997—2019 — Труды по прикладной ботанике, генетике и селекции;
  - Bulletin of applied botany, genetics and plant breeding (1997—2007); Works on applied botany, genetics and plant breeding (2006—2007); Bulletin of applied botany, of genetics and plant breeding (2007—2011); Proceedings on applied botany, genetics and breeding (2012—2019)

С 150-го тома (1997) журнал выходит под старым названием «Труды по прикладной ботанике, генетике и селекции», с продолжающейся последовательной нумерацией томов.
С 169-го тома (2012) у журнала меняется название на английском языке, «Proceedings on applied botany, genetics and breeding», выходит ежеквартально, 4 выпуска в год

## Цели и задачи
Основная цель журнала — донести новейшие результаты в области ботаники, эволюции, систематики, агробиологии, генетики, физиологии, биохимии, иммунитета, молекулярной биологии, биотехнологии до наибольшего числа учёных, включая специалистов из смежных областей науки и техники, а также до преподавателей ВУЗов, читающих лекций по соответствующим направлениям.
Важнейшими задачами журнала являются: усиление интеграции фундаментальной науки и прикладных исследований в ботаники, генетике и селекции; освещение результатов междисциплинарных исследований в сфере биологических и сельскохозяйственных наук; усиление интеграции российских ученых в международное научное сообщество.
Журнал предоставляет непосредственный открытый доступ к своему контенту, исходя из следующего принципа: свободный открытый доступ к результатам исследований способствует увеличению глобального обмена знаниями.

## О журнале
Учредитель и издатель — Федеральное государственное бюджетное научное учреждение «Федеральный исследовательский центр Всероссийский институт генетических ресурсов растений имени Н. И. Вавилова» (ВИР).
- Главный редактор — Хлесткина Елена Константиновна, д.б.н., профессор РАН, директор ВИР.
- Заместители главного редактора
  - Вишнякова Маргарита Афанасьевна, д.б.н., профессор, главный научный сотрудник, руководитель Отдела генетических ресурсов зернобобовых культур ВИР.
  - Лоскутов Игорь Градиславович, д.б.н., профессор, Отдел генетических ресурсов овса, ржи и ячменя ВИР.
  - Митрофанова Ольга Павловна, д.б.н., главный научный сотрудник, Отдел генетических ресурсов пшеницы, куратор коллекции озимой мягкой пшеницы и редких видов.